# Fag hag

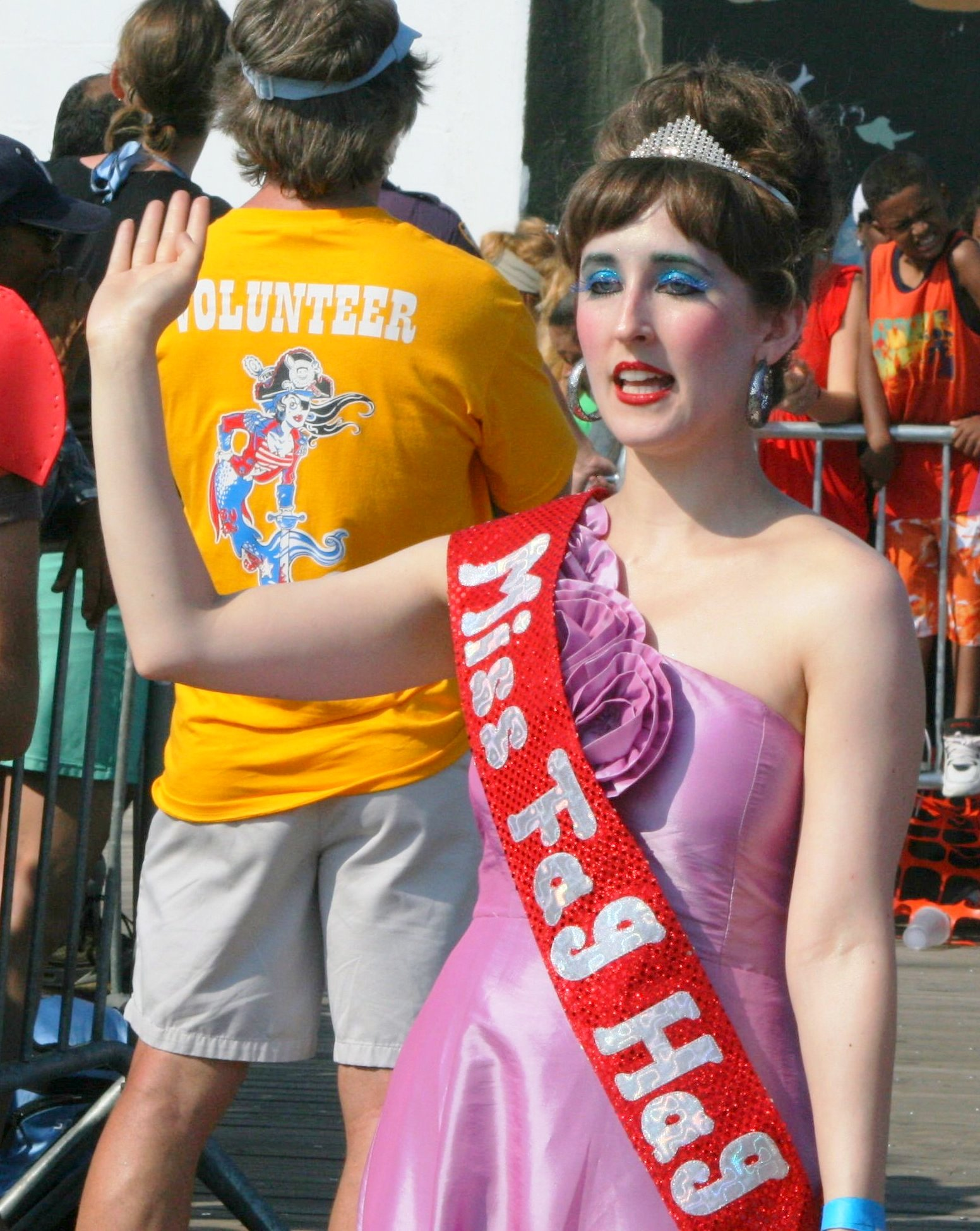
Miss Fag Hag tijdens de Coney Island Mermaid Parade in 2010.

Een fag hag, in het Nederlands ook gespeld als faghag, is in homo-jargon een heteroseksuele vrouw die zich graag omringt met mannen die homoseksueel zijn. De uitdrukking is ontstaan in de Amerikaanse homoscene. Hoewel faggot (of fag) een pejoratieve term is die zich laat vertalen als 'flikker', 'poot', 'nicht' en 'mietje', is fag hag eerder een geuzennaam dan een scheldwoord. Aangezien fag hag afgeleid is van het fag(got) werd het historisch gezien wel als een belediging ervaren.
Het equivalent is fag stag: een heteroseksuele man die zich graag omringt met homoseksuele mannen. Deze term wordt in het Nederlands echter zelden tot nooit gebezigd.
Over fag hags wordt vaak beweerd dat ze homoseksuele vrienden hebben ter vervanging van hun heteroseksuele liefdesrelaties. In een enkel geval voelen ze zich in het geheim of openlijk seksueel aangetrokken tot homoseksuele mannen in het algemeen, of zijn ze verliefd op hun homoseksuele vrienden, zonder dat deze verliefdheid wordt beantwoord.